# Франц Шрайбер
Франц Шрайбер (нім. Franz Schreiber; 8 травня 1904, Дрезден — 26 лютого 1976, Гамбург) — офіцер військ СС, штандартенфюрер СС. Останній командир 6-ї гірської дивізії СС «Норд» (3 квітня — 8 травня 1945). Кавалер Лицарського хреста Залізного хреста.

## Біографія
1 лютого 1933 року вступив у НСДАП (квиток № 1 934 152), 1 червня 1937 року — в СС (особистий номер 281 906) і поступив на службу в штандарт СС «Германія» частин посилення СС, в 1939 році призначений командиром 3-го штурму.
Учасник Польської і Французької кампанії. З 1 грудня 1940 року — командир запасного батальйону полку СС «Германія». З 1 березня 1941 року — командир 1-го батальйону 9-го гірсько-єгерського полку СС. З 25 липня 1941 року — командир 1-го батальйону 6-го гірсько-єгерського полку СС, який увійшов до складу дивізії СС «Норд». Учасник боїв на північній ділянці радянсько-німецького фронту. З 30-го травня 1942 року — командир 12-го гірського полку СС «Міхаель Ґайссмайр». Після взяття у полон командира дивізії Карла Бреннера прийняв командування дивізією і разом з нею 8 травня 1945 року здався в полон американським військам.

## Звання
- Оберштурмфюрер СС (1 червня 1937)
- Гауптштурмфюрер СС (11 вересня 1938)
- Штурмбаннфюрер СС (4 липня 1941)
- Оберштурмбаннфюрер СС (27 березня 1942)
- Штандартенфюрер СС (9 листопада 1943)

## Нагороди
- Залізний хрест
  - 2-го класу (27 травня 1940)
  - 1-го класу (20 серпня 1940)
- Німецький хрест в золоті (19 січня 1942)
- Лицарський хрест Залізного хреста (26 грудня 1944)